# الغربانيات
الغربانيات هي قرية مصرية تابعة لمركز برج العرب بمحافظة الإسكندرية، تضم 9 قرى هي برج العرب أ، برج العرب ب، السنافرة، هوارة، حميدة، شامخ، رجب تاعب، أولاد منصور، وسيف النصر. وتضم مصنع أسمنت العامرية، ومنطقة سجون برج العرب.